# 綿上県
綿上県（めんじょう-けん）は中華人民共和国山西省にかつて存在した県。現在の長治市沁源県北部に相当する。
596年（開皇16年）、隋朝により設置され、1266年（至元3年）、元朝により廃止された。